# Objawienie z Tre Fontane

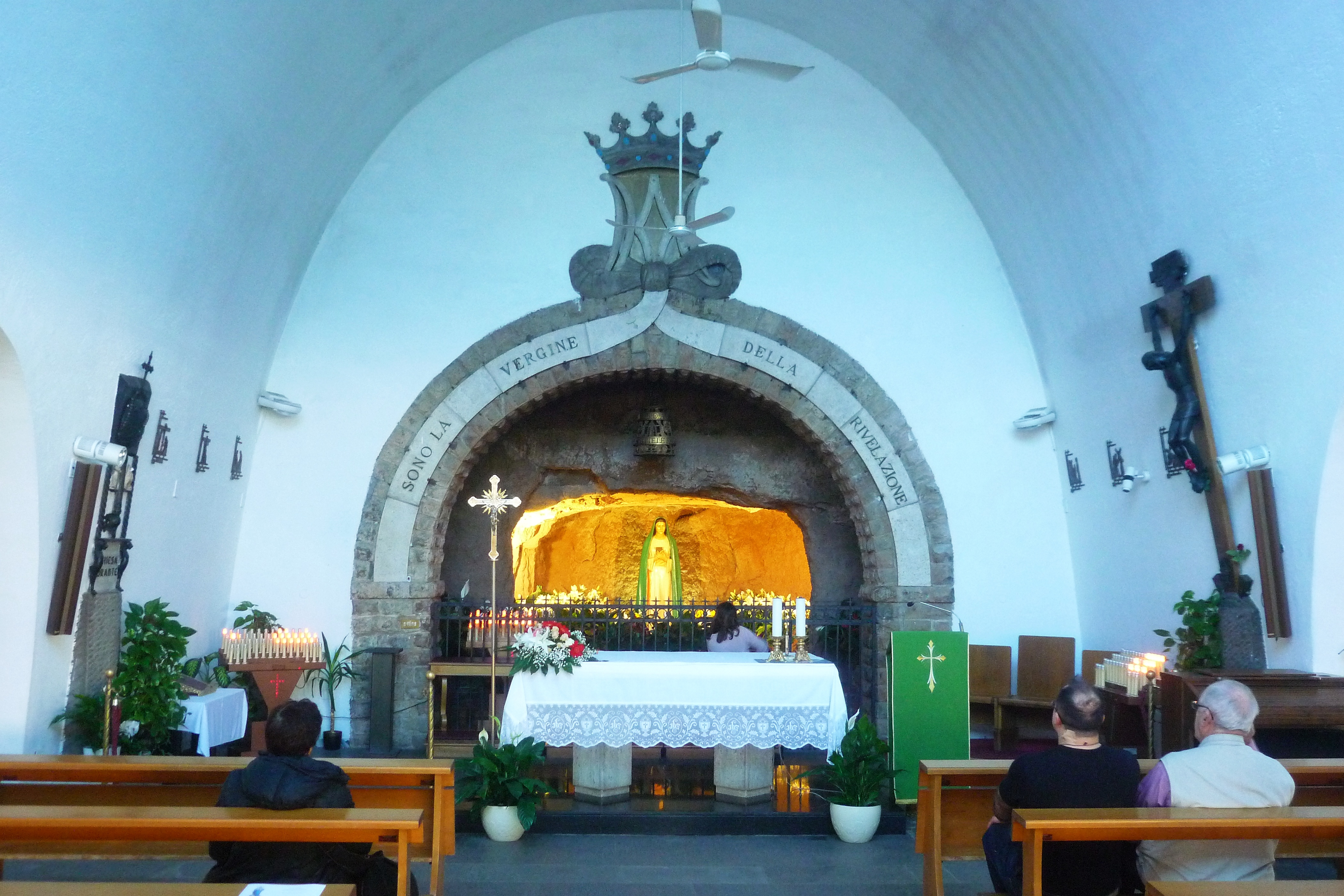
Wierni modlący się przed figurą Panny Objawienia w grocie przy ul. Tre Fontane (Rzym)

Objawienie z Tre Fontane – domniemane objawienie Matki Bożej 12 kwietnia 1947 roku, które miało miejsce w Rzymie.
Wydarzenie miało miejsce 12 kwietnia 1947 roku. Maryja, ukazując się Brunowi Cornacchioli, miała nazwać siebie Panną Objawienia. Objawienia nie zostały uznane przez Kościół katolicki, ale w 1956 papież Pius XII pozwolił wybudować w miejscu kultu kaplicę, a opiekę nad sanktuarium powierzył Zakonowi Braci Mniejszych Konwentualnych. W 1997 papież Jan Paweł II zaaprobował nazwę miejsca kultu jako Święta Maryja Trzeciego Tysiąclecia przy Trzech Fontannach (wł. Santa Maria del Terzo Millennio alle Tre Fontane).

## Historia objawienia
Bruno Cornacchiola, po zawarciu małżeństwa, uczestniczył w wojnie hiszpańskiej. Pod wpływem żołnierza niemieckiego został adwentystą, fanatycznym przeciwnikiem Kościoła katolickiego. Jego żona Jolanta (1909–1976) trwała natomiast w wierze katolickiej.
Dnia 12 kwietnia 1947 Bruno wyruszył z trójką dzieci: Gianfranco (4-letni), Carlo (7-letni) i Isolą (10-letnia), do miejsca pielgrzymkowego w Rzymie nazywanego Tre Fontane (tradycyjne miejsce ścięcia św. Pawła Apostoła). Podczas odpoczynku w parku eukaliptusowym, Cornacchiola przygotowywał wystąpienie przeciwko wierze Kościoła katolickiego, podważające Dogmat o Niepokalanym Poczęciu Najświętszej Maryi Panny. Dzieci natomiast grały w piłkę. W pewnym momencie najmłodszy syn, Gianfranco, zniknął w poszukiwaniu piłki. Ojciec znalazł go klęczącego przed grotą, która znajdowała się w pobliżu, powtarzającego słowa: „Piękna Pani”. Rodzeństwo chłopca również upadło na kolana. Ojciec wszedł do groty i zobaczył Madonnę. Maryja jaśniała swoim pięknem. Była ubrana w długą białą suknię, przepasaną różowym paskiem. Jej głowę okrywał zielony płaszcz, opadający na ramiona, sięgający aż do jej bosych stóp. Spod płaszcza wystawały jej czarne włosy. Do piersi przyciskała Biblię, która oznaczała źródło Objawienia Bożego. Powiedziała:

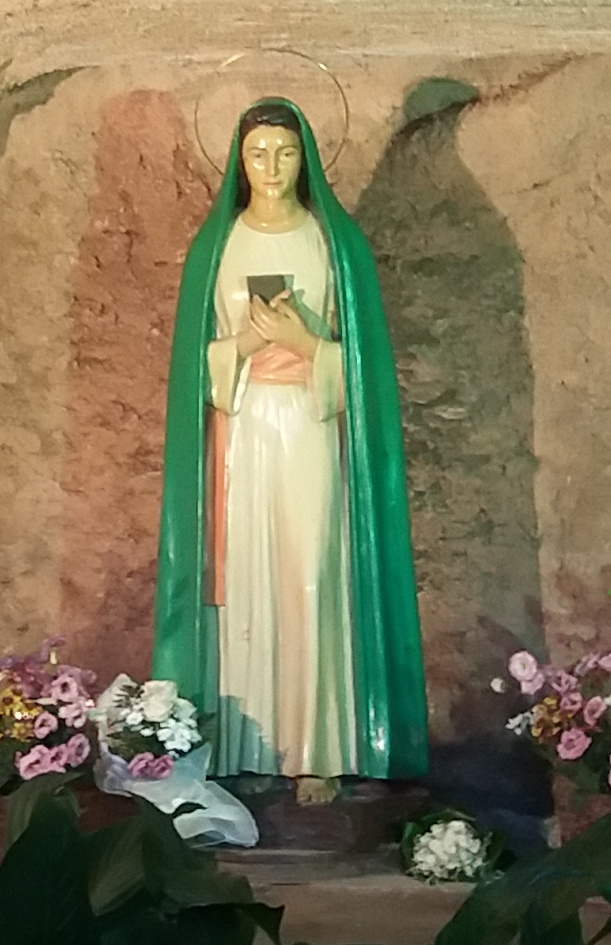
Figura Panny Objawienia w grocie przy Tre Fontane (Rzym)

Ja jestem Panną Objawienia. Prześladujesz mnie. Teraz koniec! Wróć do Owczarni. To, co Bóg obiecał jest i pozostaje niezmienne: Pierwsze Piątki Miesiąca ofiarowane Najświętszemu Sercu Jezusa, które odprawiłeś, zachęcony przez twoją zatroskaną, trwającą w wierze małżonkę, zanim definitywnie wkroczyłeś na drogę błędu, uratowały Cię.

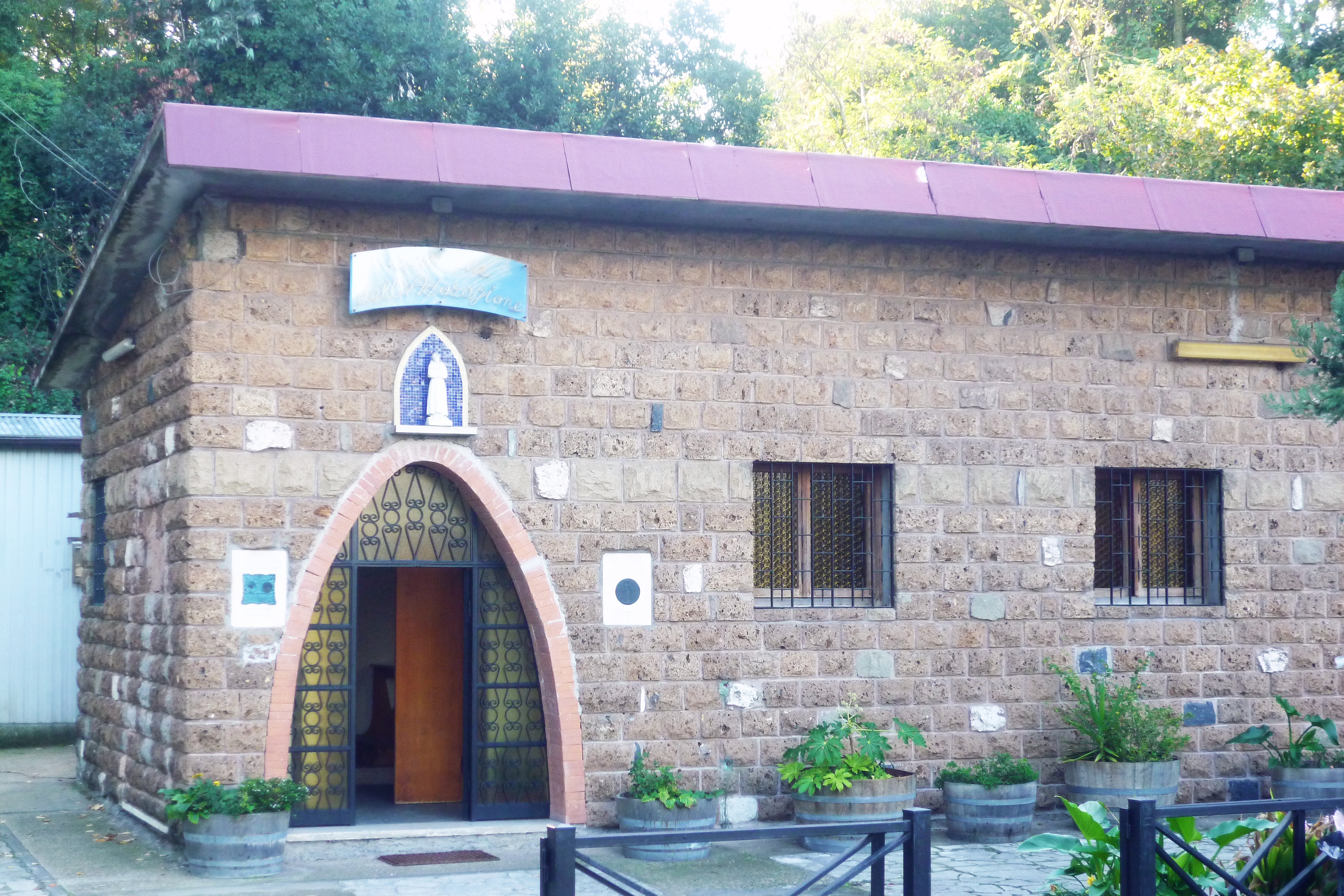
Kaplica Panny Objawienia, Tre Fontane (Rzym)

Bruno Cornacchiola słysząc te słowa, odczuwał wielką radość, a w grocie rozprzestrzeniał się przyjemny zapach. Zanim odeszła, Panna Objawienia zostawiła mu znak, rozwiewający jego wątpliwości potwierdzający wiarygodność przesłania boskiego, odrzucający zaś działanie szatańskie. Znak dotyczył zapowiedzi przyszłego spotkania Cornacchioli z kapłanem, który zweryfikuje prawdziwość objawienia. Cornacchiola został ponownie przyjęty do wspólnoty Kościoła katolickiego.
Cornacchiola miał kolejne objawienia, 6, 23 i 30 maja. Z czasem przygotowywał tekst, w którym opisywał swoje nawrócenie i ogłosił to przy wejściu do groty dnia 8 września 1948. Miejsce stało się celem pielgrzymek.
Cornacchiola spotkał się z Piusem XII 9 grudnia 1949. Wyznał papieżowi, że dziesięć lat wcześniej, po powrocie z wojny hiszpańskiej, miał zamiar go zabić. Po tym wydarzeniu została wyrzeźbiona statua Maryi, według wskazań Cornacchioli i została postawiona w grocie, gdzie następnie miały miejsce liczne uzdrowienia i nawrócenia.
12 kwietnia 1980, w 33. rocznicę objawień, 3 tysiące ludzi było świadkiem cudu słonecznego, opisanego następnie w szczegółach. Zjawisko to powtórzyło się dwa lata później. Z tej okazji, Bruno Cornacchiola oznajmił, że otrzymał wiadomość, w której Madonna poprosiła go o zbudowanie sanktuarium w miejscu objawień. Wizjoner miał przez całą resztę swego życia widzenia prorocze dotyczące katastrofy lotniczej na Wzgórzu Superga (1949), wojny arabsko-izraelskiej (1973), zamach na Alda Moro (1978), zamachu na Jana Pawła II (1981), aż do katastrofy w Czarnobylu (1986) i zamachów 11 września 2001.
Przesłanie duchowe Panny Objawienia zainspirowało powołanie Wspólnoty Katechizującej „SACRI” (Schiere Arditi di Cristo Re Immortale) 12 kwietnia 1948 w Rzymie przez Bruno Cornacchiolę.